# Frederic Apcar
Frederic Apcar (nombre de nacimiento, Frédéric Stefan Apcar; Tiflis, 16 de septiembre de 1914 – 2 de agosto de 2008) fue un bailarín acrobático y productor/empresario francés nacido en Rusia, conocido sobre todo por sus espectáculos pioneros "Vive Les Girls" y el de larga duración "Casino de Paris" en el Dunes. Estas producciones de inspiración parisina ofrecieron una colorida variedad de actos con cantantes, bailarines, magos, comediantes, acróbatas, entrenadores de animales y más.

## Biografía
Frederic Apcar nació el 16 de septiembre de 1914 en la embajada francesa Tiflis en Georgia. Sus padres eran parisinos y se desplazaron allí. Apcar se interesó por primera vez en el teatro después de ver la conocida ópera Le Spectre de la rose a la temprana edad de 10 años. Entre los 12 y los 16 años, Apcar probó suerte en varias profesiones, trabajando en el mercado, carbonero, contable, impresor, camarero y estibador. Disgustado por estos trabajos, volvió a interesarse por el teatro.
Después de trabajar brevemente como acomodador en el Teatro Rex de París, Apcar pasó a estudiar danza clásica, moderna y claqué. A los 16 años, se hizo bailarín profesional, haciendo de chico del coro en el Folies Bergère. Apcar rápidamente ascendió a bailarín principal en el Folies Bergère después de demostrar su talento en su primer propio número Florence and Frederic, justo cuatro años después. Junto en el Bal Tabarin, Florence Waren y Apcar se convirtieron en uno de los dúos de baile de salón más reconocidos de Europa, actuando ocasionalmente con Édith Piaf y Maurice Chevalier. En 1955, el acto de adagio se expandió a un conjunto de 14 miembros conocido como The Florence and Frederic Ballet, y luego hizo su debut en Estados Unidos en el programa de variedades de Ed Sullivan. En 1959, el productor Lou Walters llevó a Apcar y su compañía al Tropicana Las Vegas para unirse a la edición estadounidense del Folies Bergère.
Como seguidor de su trabajo, el propietario del Dunes Major Riddle pueso a prueba las capacidades de producción de Apcar antes de ofrecerle la sala de exposición principal de Dunes. Fue en 1961 cuando Apcar concibió y produjo íntegramente su primera revista musical, "Vive Les Girls". Después de un gran éxito con el espectáculo, Apcar lanzó "Casino de Paris" en diciembre de 1963, en un nuevo teatro construido por la dirección de Dunes expresamente para el nuevo espectáculo francés. "Casino de Paris" estuvo cerca de dos décadas en el Dunes hotel, al principio encabezado por el legendario cantante francés Line Renaud. En 1966 Apcar contrató a Violetta Villas como segunda estrella. Villas era una cantante polaca con una voz de cuatro octavas de rango y que Apcar había visto en sus actuaciones en el Teatro Olympia de París en 1965.
Más allá de "Vive Les Girls!" y "Casino de Paris," Apcar pasó a producir otros programas exitosos en Las Vegas, incluidos “Bare Touch of Las Vegas”, “Hot Streak”, “Showbiz” y muchos más. Apcar continuó concibiendo, produciendo y dirigiendo espectáculos en todo Estados Unidos hasta su jubilación en 1993. Mantuvo Las Vegas como su base de operaciones hasta su muerte. En 2006, Apcar recibió un premio a la trayectoria del Salón de la Fama del Artista/Artista de Nevada en la Universidad de Nevada, Las Vegas. Apcar moriría el 2 de agosto de 2008 a los 93 años.